# Анклав
Анклав (на френски: enclave; на латински: inclavo – „заключен“) е земя, обкръжена от всички страни с територия на чужда държава. Ако тази земя е част от друга държава, то тя се нарича също и ексклав на тази друга държава.
Примери за анклави: Ватикана и Сан Марино в Италия, Лесото в РЮА. Ако анклавът има излаз на море, тогава се нарича полуанклав. Например Португалия, Дания, Монако и Гамбия.

## Примери
- Лесото се намира изцяло в Южна Африка
- Гамбия е почти изцяло заобиколена от Сенегал, освен една ивица на бреговата линия.
- Взаимни полуанклави – Хаити и Доминикана